# Izvoarele Sucevei
Izvoarele Sucevei (németül Iswor, ukránul Ізвори, latin átírásban Izvory) település Romániában, Bukovinában, Suceava megyében.

## Fekvése
A Moldva folyó partján, Lucina és Valea Putnei között fekvő település.

## Leírása
A falu az ukrán határ közelében fekszik, környéke híres vadászterület. Itt van a süketfajd hazája, de a környéken él a kárpáti-szarvas, a farkas és a barnamedve is, de a 19. századig fellelhető volt itt a bölény is.

## Lakossága
2002-ben 2279 lakosa volt, ebből 1177 ukrán, 1102 román.